# Invisible Circles
«Invisible Circles» — третій студійний альбом нідерландського симфо-метал гурту After Forever. Реліз відбувся 25 березня 2004 року.

## Список композицій
| #     | Назва                               | Автор слів | Автор музики               | Тривалість |
| ----- | ----------------------------------- | ---------- | -------------------------- | ---------- |
| 1.    | «Childhood in Minor» (інструментал) |            | Sander Gommans             | 1:20       |
| 2.    | «Beautiful Emptiness»               | Флор Янсен | After Forever              | 5:25       |
| 3.    | «Between Love and Fire»             | Флор Янсен | After Forever              | 4:56       |
| 4.    | «Sins of Idealism»                  | Флор Янсен | After Forever              | 5:22       |
| 5.    | «Eccentric»                         | Флор Янсен | Lando van Gils, Флор Янсен | 4:10       |
| 6.    | «Digital Deceit»                    | Флор Янсен | After Forever              | 5:38       |
| 7.    | «Through Square Eyes»               | Флор Янсен | After Forever              | 6:23       |
| 8.    | «Blind Pain»                        | Флор Янсен | After Forever              | 6:47       |
| 9.    | «Two Sides»                         | Флор Янсен | After Forever              | 4:34       |
| 10.   | «Victim of Choices»                 | Флор Янсен | After Forever              | 3:21       |
| 11.   | «Reflections»                       | Флор Янсен | After Forever              | 5:11       |
| 12.   | «Life's Vortex»                     | Флор Янсен | After Forever              | 5:53       |
| 58:56 |                                     |            |                            |            |

## Учасники запису
- Флор Янсен — вокал
- Сандер Гомманс — гітари, гроулінг
- Бас Маас — гітара, чистий чоловічий вокал
- Ландо ван Гілс — клавіш
- Люк ван Гервен — бас-гітара
- Андре Боргман — ударні, акустичні гітари

## Чарти
| Чарт (2004)                     | Місце |
| ------------------------------- | ----- |
| Belgian Albums Chart (Фландрія) | 74    |
| Dutch Album Chart               | 24    |
| Japanese Albums Chart           | 272   |